# Queen of the South FC
Queen of the South är en skotsk fotbollsklubb bildad 1919. Klubben är hemmahörande i Dumfries, klubbnamnet kommer från att staden kallas "Queen of the South". Klubben spelar sina hemmamatcher på Palmerston Park.
Klubben blev medlemmar av Scottish Football Leagues tredje division 1923. Säsongen därpå blev de uppflyttade till andra divisionen. Efter säsongen 1932/1933 blev de uppflyttade till första divisionen där de med undantag av en säsong spelade till 1959. Sin bästa placering nådde man 1933/1934 med en fjärde plats. 1936 vann klubben en internationell turnering i Algeriet. Klubbens storhetstid var dock under 1950-talet då de regelbundet placerade sig i mitten av tabellen i högsta divisionen. Säsongen 1953/1954 ledde man ligan efter halva säsongen och 1955/1956 nådde man sin näst högsta placering genom tiderna med en sjätte plats. År 2008 gick klubben för första gången till final i skotska cupen där det blev vinst mot Aberdeen FC med 4–3. Säsongerna 2001/2002 och 2012/2013 vann Queen of the South skotska ligans andra division.